# He Swore Off Smoking
He Swore Off Smoking è un cortometraggio muto del 1912 diretto da Ashley Miller.

## Produzione
Il film fu prodotto dalla Edison Manufacturing Company.

## Distribuzione
Distribuito dalla General Film Company, il film - un cortometraggio di 160 metri - uscì nelle sale cinematografiche degli Stati Uniti il 28 dicembre 1912. Fu distribuito anche nel Regno Unito il 5 marzo 1913.
Nelle proiezioni, veniva programmato con il sistema dello split reel, accorpato in un'unica bobina con un altro cortometraggio prodotto dalla Edison, How a Horseshoe Upset a Happy Family.